# Bengazi
Bengazi, tudi Binghāzī (dob. »Gazijev sin«), je drugo najbolj naseljeno mesto v Libiji in največje mesto v Cirenajki, z ocenjenim prebivalstvom 859.000 leta 2023. Bengazi, ki je v zalivu Sirta v Sredozemskem morju, je tudi pomembno pristanišče.
Grška kolonija z imenom Euesperides je na tem območju obstajala okoli leta 525 pr. n. št. V 3. stoletju pred našim štetjem so ga preselili in ponovno ustanovili kot ptolemajsko mesto Berenike. Berenika je uspevala pod Rimljani in po 3. stoletju našega štetja je nadomestila Kireno in Barko kot središče Cirenajke. Mesto je v bizantinskem obdobju propadalo in je bilo že zmanjšano na majhno naselje, preden so ga osvojili Arabci. Po približno štirih stoletjih miroljubne osmanske vladavine je Italija leta 1911 zavzela Bengazi in preostalo Tripolitanijo iz Osmanskega cesarstva. Pod italijansko vladavino je bil Bengazi priča obdobju obsežnega razvoja in modernizacije, zlasti v drugi polovici 1930-ih pod italijansko libijsko kolonijo. Mesto je med drugo svetovno vojno večkrat zamenjalo lastnika in je bilo pri tem močno poškodovano. Po vojni je bil Bengazi obnovljen in je postal soglavno mesto nove neodvisne Kraljevine Libije. Po državnem udaru Moamerja Gadafija leta 1969 je Bengazi izgubil status glavnega mesta in vsi vladni uradi so se preselili v Tripolis.
Bengazi ostaja središče libijske trgovine, industrije, prometa in kulture ter eno od treh največjih mest v Libiji s Tripolisom in Misrato. Še naprej ima ustanove in organizacije, ki so običajno povezane z glavnim mestom, vključno z več državnimi vladnimi stavbami in nacionalno knjižnico Libije.

## Zgodovina

### Starogrška kolonija
Arheološki dokazi kažejo, da so se stari Grki naselili na mestu Bengazija v poznem 7. stoletju pred našim štetjem. Mesto so imenovali Euesperides (starogrško Εὐεσπερίδες) in Hesperis (starogrško Ἑσπερίς). Euesperides so najverjetneje ustanovili ljudje iz Kirene ali Barke, in je stalo na robu lagune, ki se je odpirala z morja. Takrat je bilo to območje morda dovolj globoko, da je lahko sprejelo majhne jadrnice. Ime so pripisali rodovitnosti soseske, kar je povzročilo mitološke asociacije na vrt Hesperid. Starodavno mesto je obstajalo na dvignjenem delu zemlje nasproti današnjega pokopališča Sidi-Abajd v severnem predmestju Bengazija Sbikhat al-Salmani (močvirje al-Salmani).
Mesto je prvič omenjeno v starodavnih virih v Herodotovem poročilu o uporu Barke in perzijskem pohodu na Cirenajko v letu 515 pr. n. št., kjer je navedeno, da je kaznovalna sila, ki jo je poslal egiptovski satrap, osvojila Cirenajko daleč zahodno do Euesperides. Najstarejši kovanci, kovani v mestu, segajo v leto 480 pr. n. št. Na eni strani teh kovancev so vgraviran Delfi. Na drugi strani je gravura rastline silphium, ki je bila nekoč simbol trgovine iz Cirenajke zaradi uporabe kot bogata začimba in kot zdravilo. Kovanec nakazuje, da je mesto zagotovo uživalo nekaj avtonomije od Kirene v zgodnjem 5. stoletju pr. n. št., ko so imele izdaje Euesperides svoje tipe z legendo EU (ES), ki so se razlikovale od tistih iz Kirene.
Mesto je bilo na sovražnem ozemlju in je bilo obkroženo z negostoljubnimi plemeni. Grški zgodovinar Tukidid omenja obleganje mesta leta 414 pr. n. št. s strani Libijcev, ki so bili verjetno Nasamonci: Euesperida je rešil nepričakovan prihod špartanskega generala Gilipusa in njegove flote, ki so ju nasprotni vetrovi na poti na Sicilijo odpihnili v Libijo.
Eden od kirenskih kraljev, čigar usoda je povezana z mestom, je Arcesilaj IV. Kralj je izkoristil svojo zmago s kočijami na Pitijskih igrah leta 462 pr. n. št., da bi privabil nove naseljence v Euesperides, kjer je Arcesilaj upal, da si bo ustvaril varno zatočišče pred zamero prebivalcev Kirene. To se je izkazalo za neučinkovito, saj je bil kralj, ko je med pričakovano revolucijo (okrog leta 440 pr. n. št.) pobegnil k Euesperidesu, nanj umorjen, s čimer se je končala skoraj 200-letna vladavina rodbine Battiadov.
Napis, ki so ga našli tam in je datiran okoli sredine 4. stoletja pr. n. št., pravi, da je imelo mesto podobno ustavo kot Kirena, z odborom vrhovnih sodnikov (efors) in svetom starešin (gerontes). Od leta 324 do 322 pr. n. št. je mesto podpiralo špartanskega pustolovca Tibrona, ki je poskušal v Cirenajki ustanoviti svoje kraljestvo, a je bil poražen. Mesto je prišlo pod nadzor Ptolemaja I. in je po letu 276 pred našim štetjem postalo del kraljestva Maga iz Kirene, ki se je odcepilo.
Leta 246 pr. n. št. se je med bojem za oblast po Magovi smrti njegova hči Berenika poročila s Ptolemajem III., s čimer je regija ponovno prišla pod Ptolemajev nadzor. Euesperides je bil preseljen na novo mesto pod modernim mestnim središčem Bengazija in preimenovan v Berenike. Do selitve je morda prišlo zaradi zamuljevanja lagun, vendar ni arheoloških dokazov o gospodarskem upadu v prejšnjem obdobju in bolj verjetno je, da je bila ponovna ustanovitev kazen za nasprotovanje prevzemu oblasti Berenike in Ptolemaja.

### Rimsko in bizantinsko obdobje
Berenice so pozneje postale rimsko mesto in 600 let močno cvetele. Mesto je nadomestilo Kireno in Barko kot glavno središče Cirenajke po 3. stoletju našega štetja in med perzijskimi pohodi; do leta 642–643, ko so ga osvojili muslimanski Arabci in ga delno uničili, se je zmanjšalo na nepomembno vasico med veličastnimi zgodovinskimi ruševinami.
V uspešnejšem obdobju je Berenika postala krščanska škofija. Prvi od njenih škofov, čigar ime je zapisano v obstoječih dokumentih, je Amon, ki mu je Dionizij Aleksandrijski pisal okoli leta 260. Dathes je bil na prvem koncilu v Nikeji leta 325, Probatij pa na sinodi v Konstantinoplu leta 394. Katoliška cerkev Berenice danes ni več rezidenčna škofija in je danes navedena kot naslovni sedež.

### Osmanska provinca
V 13. stoletju je majhna naselbina postala pomemben akter v trgovini, ki je rasla med genovskimi trgovci in plemeni v zaledju. Na zemljevidih iz 16. stoletja se pojavlja ime Marsa ibn Ghazi.
Bengazi je imel strateško pristaniško lokacijo, ki je bila preveč uporabna, da bi jo Osmani prezrli. Leta 1578 so Turki osvojili Bengazi in od leta 1711 do 1835 so mu iz Tripolisa vladali Karamanlijevi; nato je do leta 1911 prešlo pod neposredno osmansko oblast. Grški in italijanski ribiči na spužve so lovili njegove obalne vode. Leta 1858 in ponovno leta 1874 je Bengazi opustošila bubonska kuga.

### Italijanska kolonialna vladavina
Leta 1911 so Bengazi vdrli in osvojili Italijani. Skoraj polovica lokalnega prebivalstva Cirenajke se je pod vodstvom Omarja Mukhtarja uprla italijanski okupaciji.
V zgodnjih 1930-ih je bilo upora konec in Italijani – pod guvernerjem Italom Balbom – so začeli z asimilacijo lokalnega prebivalstva s politiko pomiritve:  za Cirenajčane so bile ustvarjene številne nove vasi z zdravstvenimi storitvami in šolami.
Poleg tega je bila Cirenajka v poznih 1930-ih poseljena z več kot 20.000 italijanskimi kolonisti, predvsem okoli obale Bengazija. Prebivalstvo Bengazija je leta 1939 sestavljalo več kot 35 odstotkov Italijanov. Posledično je v Cirenajki in večinoma v Bengaziju v drugi polovici 1930-ih prišlo do velikega gospodarskega razvoja. Bengazi je postal sodobno mesto z novim letališčem, novo železniško postajo, novo postajo za hidroplane, razširjenim pristaniščem in številnimi objekti. Bengazi naj bi leta 1940 z novo železnico povezal s Tripolisom, a se je poleti tistega leta začela vojna med Italijani in Britanci in razvoj infrastrukture je zastal.

### Druga svetovna vojna
Med drugo svetovno vojno je Bengazi večkrat zamenjal lastnika. Med operacijo Compass so mesto 6. februarja 1941 Italijani zavzeli Combe Force.
Bengazi so 4. aprila ponovno zavzele sile osi, ki jih je vodil general Erwin Rommel iz nemškega Afriškega korpusa.
Med operacijo Crusader so ga Britanci znova zavzeli 24. decembra, da bi 29. januarja 1942 ponovno zamenjal lastnika v prodoru afriškega korpusa Rommel v Egipt.
Med usodno bitko pri El Alameinu – 106 kilometrov od Aleksandrije, so egiptovsko-britanske čete pod vodstvom generala Bernarda Montgomeryja ponovno premagale Afriški korpus, ki se je nato dolgo in vztrajno umikal proti zahodu in zadnjič šel skozi Bengazi. 20. novembra je Bengazi zavzela britanska 8. armada in so ga zatem držali Britanci.
Avgusta 1943 se je z letališča Benina v Bengaziju začel ameriški napad na naftne rafinerije Ploiești s 178 bombniki B-24 (imenovan Operacija Tidal Wave), po napadu italijanskih padalcev Arditi, ki je junija 1943 uničil nekaj zavezniških letal.

### Sodobni Bengazi
Bengazi, ki je bil med drugo svetovno vojno močno bombardiran, je bil pozneje obnovljen z na novo odkritim naftnim bogastvom države kot bleščeč eksponat sodobne Libije. Postal je glavno mesto Cirenajskega emirata (1949–1951) pod Idrisom Senusijem I. Leta 1951 je bila Cirenajka združena s Tripolitanijo in Fezanom v neodvisno Kraljevino Libijo, katere glavni mesti sta bili Bengazi in Tripolis.
Bengazi je izgubil status glavnega mesta, ko so svobodni častniki pod vodstvom Moamerja Gadafija leta 1969 izvedli državni udar, nato pa so bile vse vladne institucije skoncentrirane v Tripolisu. Čeprav je bil kralj Idris prisiljen v izgnanstvo in je bila monarhija ukinjena, je podpora rodbini Senusi v Cirenajki ostala močna. To je bilo poudarjeno z resničnimi ali domnevnimi krivicami vlade do ljudi v Bengaziju, vključno z rušenjem leta 2000 arene nogometnega kluba Alahli Bengazi SC, po protivladnih protestih. 15. aprila 1986 so letala ameriškega letalstva in mornarice bombardirala Bengazi in Tripolis. Predsednik Ronald Reagan je napade utemeljil s trditvijo, da je Libija odgovorna za terorizem, usmerjen proti ZDA, vključno z bombnim napadom na diskoteko La Belle v Zahodnem Berlinu deset dni pred tem.

### Druga libijska državljanska vojna
Po izbruhu druge libijske državljanske vojne leta 2014 je Bengazi postal predmet hudih spopadov med vlado predstavniškega doma, ki je povezana z libijsko nacionalno vojsko, in islamističnim svetom Šura revolucionarjev v Bengaziju ter vilajatom Barka, ki je povezana z ISIL-om, ki sta bila zasidrana v različnih žepih v mestu. V zadnjih mesecih bitke, med koncem leta 2016 in sredino leta 2017, je velik del mestnega središča v in okoli preostalega žepa sveta Šura v osrednjih obalnih četrtih Suk Al-Hout in al-Sabri utrpel močno bombardiranje in vojno škodo. Militanti vilajat Barka naj bi pobegnili iz Bengazija v začetku januarja, medtem ko je general LNA Khalifa Haftar 5. julija 2017 razglasil, da je mesto osvobojeno sveta Šura. Kljub Haftarjevi izjavi o osvoboditvi mesta je na desetine strelcev ostalo utrjenih in obleganih v Sidi Akribešu, glede na vire blizu vojske. LNA je decembra 2017 zavzela zadnje okrožje, ki so ga držali militanti.
23. oktobra 2020 je Skupna libijska vojaška komisija 5+5, ki zastopa LNA in GNA, dosegla »trajni sporazum o prekinitvi ognja na vseh območjih Libije«. Sporazum, ki je začel veljati takoj, je zahteval, da vsi tuji borci zapustijo Libijo v treh mesecih, medtem ko bodo skupne policijske enote patruljirale na spornih območjih. Istega dne je bil izveden prvi komercialni let med Tripolisom in Bengazijem. 10. marca 2021 je bila oblikovana začasna vlada enotnosti, ki naj bi ostala na veljavi do naslednjih libijskih predsedniških volitev, predvidenih za 10. december. Vendar so bile volitve večkrat preložene, saj je vlada enotnosti dejansko postala na oblasti za nedoločen čas, kar je povzročilo napetosti, ki grozijo, da bodo znova zanetile vojno.

## Upravne enote
Okrožje Bengazi je eno od 22 libijskih šabij (ljudskih okrožij).
Leta 2022 je libijska vlada nacionalne enotnosti razglasila 18 provinc: vzhodna obala, Džabal Al-Akhdar, Al-Hizam, Benghazi, Al-Vahat, Al-Kufra, Al-Khalej, Al-Margab, Tripolis, Al-Jafara, Al-Zavija, Zahodna obala, Gherjan, Zintan, Nalut, Sabha, Al-Vadi in Murzuk Basin.
Bengazi Baladijah je razdeljen na 32 upravnih enot Osnovnega ljudskega kongresa, v katere sodijo odgovornosti ustreznih političnih enot z istim imenom. Uradnih 32 temeljnih ljudskih kongresov Bengazija je:
| 1 Al-Magroon 2 Al-Saahil al-Gharbi 3 Karkoora 4 Gimeenis 5 Suluq 6 Al-Khadhraa 7 Al-Nawagiya 8 Al-Magziha 9 Al-Keesh 10 Garyounis 11 Al-Fuwayhat |  |  |  |  |  |  |  |  |  |  |  |  |  |  |  | 12 Al-Berka 13 Bu-Fakhra 14 Jarrutha 15 Al-Quwarsha 16 Bu Atni 17 Benina 18 Al-Kwayfiya 19 Sidi Khalifa 20 Al-Hawari 21 Al-Thawra al-Shabiyah 22 Shuhadaa al-Salawi |  |  |  |  |  |  |  |  |  |  |  |  |  |  |  | 23 Madinat Benghazi 24 Sidi Hsayn 25 Al-Sabri 26 Sidi Abayd 27 Al-Salmani 28 Raas Abayda 29 Benghazi al-Jadida 30 Al-Uruba 31 Hay al-Mukhtar 32 Al-Hadaa'iq |

## Geografija
Bengazi je ena od podregij območja, imenovanega Cirenajka, druga pa sta Džebel Akhdar in obalna nižina, ki poteka vzhodno od Apolonije. Cirenajka je s treh strani obdana s puščavo, zato je bila v starih časih najbolj dostopna civilizacija na severu, čez Sredozemlje, na Kreti in v Grčiji, le 400 kilometrov stran.
Bengazi je obdan z barr, sušno stepo. Džebel Akhdar, dobesedno 'zelena gora', severno od Bengazija, se dviga proti vzhodu. Tukaj sta vegetacija in podnebje bolj sredozemska, brez puščavskih pokrajin, ki jih najdemo južneje. Velik del zahodnega Džebel Akhdarja zavzema rodovitna ravnica Mardž. Dlje proti vzhodu je drugi nivo Džebel Akhdarja, med 500 metri in več kot 875 m nadmorske višine, pogosto gosto gozdnat in prerezan z grapami. Letna količina padavin tukaj, zlasti okoli Kirene, lahko doseže 500 milimetrov. To rodovitno območje severovzhodno od Bengazija so Grki izbrali za svojo naselbino. Tla v Bengaziju so bogato rdeče barve in zelo ilovnata. Jugo v mestu ni neobičajno, zato so lahko številne manjše ulice in stavbe Bengazija precej prašne.
Na severu, pod strmimi pečinami planote, leži ozek pas sredozemskih kmetijskih zemljišč. Tu pridelujejo oljke ter drugo sredozemsko sadje in zelenjavo. Na jugu se gozd in kmetijska zemljišča umaknejo makiji iz brinovega grma in predpuščavskemu grmičevju z nekaj zimske paše.
Kot okrožje Bengazi meji na Hizam Al Akhdar, ki ga obdaja na kopnem.

### Okolje
Čeprav Bengazi nima visokega odstotka zelenih površin na prebivalca, je v mestu nekaj javnih parkov in zelenih rekreacijskih površin. Morda najbolj znan je živalski vrt in tematski park v Al-Fuvajhatu, znan tudi kot Benghazi Zoo; park se lokalno imenuje al-Bosco, italijansko ime za les. Park je kombinacija živalskega vrta z drevesi, posajenimi med italijansko vladavino in vsebuje divje mačke, primate, slone, ptice in druge živali, ter majhnega tematskega parka z električnimi vožnjami, ki je bil dodan pozneje v 1980-ih kot del prenove celotne lokacije. Je eden najbolj priljubljenih parkov v Bengaziju in je zelo zaseden ob praznikih, pa tudi med šolarji in skavti na izletih.
Na ulici Gamal Abdel Nasser je park 23. julij, še ena velika zelena površina, ki je obrnjena proti hotelu Tibesti in meji na obalo. Park je priljubljen med najstniki in družinami ob četrtkih zvečer (ker je petek po vsej Libiji dela prost dan). Drug velik in priljubljen park je al-Buduzira v severnem Bengaziju na cesti al-'Uruba v al-Kvajfija. Park obdaja naravno jezero in je bolj razgibane narave kot mestni parki. Del al-Buduzira je tudi vodni park z velikimi tobogani, medtem ko so v južnem delu parka poleti priljubljena območja za piknike.

### Podnebje
Bengazi ima toplo polsušno podnebje (Köppnova podnebna klasifikacija BSh) z vročimi in suhimi, dolgotrajnimi poletji ter blagimi do hladnimi, rahlo mokrimi zimami. Na severu mesta leži sredozemsko podnebje Džabal Al-Akhdar (Zelene gore), na jugu pa podnebje postaja puščavsko. Poletja v Bengaziju so vroča in brez dežja, vendar z visoko stopnjo vlažnosti. Zime so mile z občasnim dežjem. Letna količina padavin je nizka in znaša 270 mm na leto. Lokalno oskrbo z vodo v mestu dopolnjuje podzemna voda, ki se prenaša iz vodonosnikov južne Libije vzdolž Velike umetne reke.

## Gospodarstvo
Bengazi kot glavno mesto vzhodne Libije je eno glavnih gospodarskih središč Libije. Mesto ima pomembno pristanišče, ki je ključnega pomena za gospodarstvo, saj Libija uvaža veliko živil in industrijskih izdelkov. Bengazi je tudi industrijsko in trgovsko središče Libije. Glavni industrijski izdelki vključujejo predelano hrano, tekstil, strojenje, predelano sol in gradbene materiale, zlasti cement; velika tovarna cementa stoji v al-Havari. Predelava hrane temelji na lokalnih ribah, uvoženem blagu in pridelkih namakanih obalnih nižin in bližnjega gorovja Džabal al-Akdhar, vključno z žiti, dateljni, olivami, volno in mesom.
Finance so tudi pomembne za mestno gospodarstvo, saj ima Libijska banka za trgovino in razvoj podružnice v Bengaziju; sedež banke je visoka poslovna stolpnica na ulici Gamal Abdel Nasser v el-Barki. Druge velike banke so urad Centralne banke Libije v središču mesta.
Naftna industrija poganja trgovino v mestu. Velika nacionalna podjetja, kot sta Al-Brega Oil Marketing Company in Arabian Gulf Oil Company, so pomembna za mestno gospodarstvo in zaposlujejo veliko ljudi. Zvišanje potrošniških cen je bilo povezano s povečanjem pomena maloprodajnega sektorja za mestno gospodarstvo. V zadnjih letih so se v Bengaziju odprle mednarodne franšize, kot so United Colors of Benetton, H&M in Nike.
Turizem je v Libiji še vedno v zelo zgodnji fazi. Vendar pa industrija v Bengaziju postaja vse pomembnejša. Večina turistov, ki obiščejo vzhodno Libijo, uporablja Bengazi kot izhodišče za raziskovanje grških ruševin v Kireni ali za izlete v puščavo proti jugu v Kufri. Dva glavna hotela v mestu sta Tibesti Hotel in Uzu Hotel, več drugih hotelov pa je bilo odprtih v zadnjih letih, da bi zadovoljili povečano povpraševanje. Ročne izdelke najdemo na številnih tržnicah v mestu, vendar so za gospodarstvo majhnega pomena.
Država je v desetletjih po libijski revoluciji leta 1969 zgradila dobro povezavo hitrih cest in nadvozov; to je olajšalo prevoz blaga med Bengazijem in drugimi mesti. Letalski promet v Bengaziju uporablja mednarodno letališče Benina; številni dnevni leti letijo v Tripolis, na voljo pa so tudi povezave do drugih afriških, azijskih in evropskih mest.
Aprila 2012 je libijsko ministrstvo za gospodarstvo objavilo načrte za vzpostavitev območja proste trgovine v Bengaziju. Po trajni prekinitvi ognja druge državljanske vojne je v Libiji prišlo do porasta poslovanja. Leta 2021 je Libijski poslovni svet ustanovil mednarodni trgovinski sejem v Bengaziju.

## Kultura
Bengazi je eno od kulturnih središč Libije in je baza za turiste, obiskovalce in akademike v regiji. Skozi svojo zgodovino se je Bengazi razvijal z določeno stopnjo neodvisnosti od bolj magrebsko usmerjene prestolnice Tripolisa. To je vplivalo na mesto in kot tako je kulturno vzdušje v Bengaziju bolj arabske narave kot tisto v Tripolisu. Pritok priseljencev, vključno z egipčanskimi, iraškimi, palestinskimi, sudanskimi in sirskimi priseljenci, je v zadnjih letih do določene mere vplival tudi na kulturo mesta.
V središču mesta je nekaj lokalnih gledališč, pa tudi narodna knjižnica Dar al-Kutub v kraju Al-Funduk, kjer je mogoče najti dela priljubljenih lokalnih romanopiscev, kot sta Sadek Naihoum in Khalifa al-Fakhri. Različni arhitekturni slogi pričajo o različnih imperijih, ki so skozi zgodovino nadzorovali mesto. V mestu je pomemben tudi šport; dva najuspešnejša libijska nogometna kluba imata sedež v Bengaziju.

### Arhitektura
V Bengaziju obstaja vrsta arhitekturnih slogov, ki odražajo, kolikokrat je mesto v svoji zgodovini zamenjalo lastnika. Arabska, osmanska in italijanska oblast so vplivale na različne ulične krajine, stavbe in četrti v Bengaziju.
Starodavne arhitekturne ostanke grške in kasneje rimske naselbine Berenice najdete ob italijanskem svetilniku. Sledi obzidje iz 3. stoletja pred našim štetjem, ki so ga zgradili Grki, štiri rimske peristilne hiše, šest vinskih posod. Na tem mestu obstaja tudi bizantinska cerkev z nedotaknjenim mozaikom. Te ruševine so sestavljale severni del starodavnega mesta, ki se je raztezalo proti jugu in vzhodu, zdaj pa je zakopano pod sodobnim mestom.
Naslednji najstarejši del mesta je četrt Medina, ki je začela rasti nekje pod srednjeveško arabsko oblastjo in je še danes nedotaknjena. Ta četrt se razteza od severnih obal pristanišča in pokriva območje, ki ga približno omejujejo ulica Ahmeda Rafika al-Mahdavija na severozahodu, ulica al-Džezajir na jugovzhodu in ulica 23. julija na jugozahodu. Srce medine je Majdan al-Hurija (Trg svobode); severovzhodno od tega je pokriti Souk al-Džareed.
Mošeja Atik (arabsko المسجد العتيق, latinizirano: Al Masjid al 'Aţīq), znana tudi kot Al-Jami al-Kabir (Velika mošeja), je mošeja sunitskega islama. Je ena najstarejših in najbolj znanih v mestu.
Največji osmanski arhitekturni spomenik v Bengaziju je osmanska palača v El-Berki s konca 19. stoletja; zgrajena v času vladavine Rašid Paša II. Sprednji del je bil dokončan leta 1895, stranski deli pa so bili dodani pozneje med italijansko oblastjo. V beli in zeleni strukturi je 360 sob in je na zemljišču, kjer se ulica Gamal Abdel Nasser sreča z ulico al-Sakzali; južno od nogometnega stadiona 28. marec.
Hiša Omar Paša Mansur El Kikhia, osmanskega paše iz ugledne bengazijske družine, predstavlja dober primer osmanske stanovanjske arhitekture z več balkoni, kamnitimi oboki in odprtim dvoriščem z vodnjakom. Dom je bil pred kratkim obnovljen, preoblikovan in spremenjen v muzej Bait-al Medina al-Thakafi.
Bengazi je v začetku 20. stoletja prišel pod italijansko oblast. Nekaj primerov italijanske, pa tudi modernistične kolonialne arhitekture iz tega obdobja je ostalo še danes. Pod guvernerstvom generalov Ernesta Mombellija in Attilia Teruzzija v 1920-ih so imele stavbe, ki so bile naročene v Bengaziju, eklektičen arhitekturni jezik, ki je utelešal zahodno pojmovanje vzhodne arhitekture. Primer tega je Mestna palača, zgrajena leta 1924, ki stoji na Majdan al-Hurija (Trgu svobode). Stavba združuje mavrske oboke z italijanskimi motivi na fasadi. Italijani so naredili celo prvi arhitekturni načrt Bengazija. leta 1930 z novo železniško postajo in promenado.
Največja kolonialna stavba iz tega italijanskega obdobja je stolnica v Bengaziju na Majdan El Catedraeja (Katedralni trg), ki je bila zgrajena v dvajsetih letih 20. stoletja in ima dve veliki različni kupoli.
Bengazi je bil med drugo svetovno vojno močno bombardiran, zato je večina stavb v mestu primer moderne ali sodobne arhitekture. Osrednje poslovno okrožje je bilo zgrajeno večinoma v 60. in 70. letih 20. stoletja z novoodkritim naftnim bogastvom Libije. Najvišja stavba v Bengaziju je hotel Tibesti na ulici Gamal Abdel Nasser, zgrajen leta 1989. Še en pomemben primer moderne arhitekture v Bengaziju je stavba Davah al-Islamijah, ki ima vrsto značilnih kock, zloženih v obliki piramide.
Pomembne kolonialne stavbe, zasnovane v času italijanske vladavine, so kino Berenice (trenutno v prenovi), ki sta ga leta 1928 zasnovala Marcello Piacentini in Luigi Piccinato.

### Kuhinja
Hrana in pijača sta zelo pomembni za kulturo ljudi v Bengaziju, tako kot v preostali Libiji. Številne uporabljene jedi in sestavine se kot tradicija prenašajo iz roda v rod. Glavne sestavine, ki se uporabljajo v njihovi kuhinji, so oljčno olje, česen, palmovi datlji, žitarice in mleko. Ti izdelki so naravni za to območje, te sestavine pa so zelo pogoste v večjem delu Severne Afrike in Sredozemlja. Druga tradicija libijske kulinarične kulture je čaj. Čaj iz Bengazija ima edinstveno gost, grenak okus. Pitje čaja je družabna dejavnost, v kateri običajno sodelujejo bližnji prijatelji in sorodniki.
Bengazi je dom številnih značilnih jedi, ki jih lahko pripravite doma. Bazin (kruh) je ena najbolj znanih teh jedi. Bazin je jed, sestavljena iz majhnega hlebčka segretega testa in mesne ali zelenjavne omake. Testo lahko natrgamo na grižljaje in jih pomočimo v omako. Ta jed uporablja bistvene sestavine, kot sta česen in olje. Ena pogosta sladica, ki jo lahko najdemo v Bengaziju, so ocvrti datlji. Te pogosto postrežejo z mlekom.